# Чинук (Монтана)
Чинук (англ. Chinook) — місто (англ. city) в США, в окрузі Блейн штату Монтана. Населення — 1185 осіб (2020).

## Географія
Чинук розташований за координатами 48°35′25″ пн. ш. 109°13′53″ зх. д. / 48.59028° пн. ш. 109.23139° зх. д. (48.590157, -109.231510).  За даними Бюро перепису населення США в 2010 році місто мало площу 1,33 км², уся площа — суходіл.

### Клімат
| Клімат : Чинук                     | Клімат : Чинук | Клімат : Чинук | Клімат : Чинук | Клімат : Чинук | Клімат : Чинук | Клімат : Чинук | Клімат : Чинук | Клімат : Чинук | Клімат : Чинук | Клімат : Чинук | Клімат : Чинук | Клімат : Чинук | Клімат : Чинук |
| Показник                           | Січ.           | Лют.           | Бер.           | Квіт.          | Трав.          | Черв.          | Лип.           | Серп.          | Вер.           | Жовт.          | Лист.          | Груд.          | Рік            |
| Абсолютний максимум, °C            | 19,4           | 23,9           | 27,8           | 33,3           | 35,6           | 40,0           | 40,6           | 42,8           | 40,0           | 32,2           | 26,1           | 18,9           | 42,8           |
| Середній максимум, °C              | −3,4           | 0,8            | 7,3            | 14,9           | 20,6           | 25,4           | 28,9           | 28,7           | 22,3           | 15,1           | 4,6            | −1,3           | 13,7           |
| Середня температура, °C            | −10,7          | −6,8           | −0,6           | 6,9            | 12,8           | 17,7           | 20,3           | 19,8           | 13,0           | 6,2            | −2,8           | −8,5           | 5,7            |
| Середній мінімум, °C               | −18,1          | −14,3          | −8,5           | −1,2           | 4,9            | 9,9            | 11,7           | 10,8           | 3,7            | −2,7           | −10,3          | −15,7          | −2,4           |
| Абсолютний мінімум, °C             | −45,6          | −42,2          | −37,8          | −23,3          | −11,7          | −2,2           | 2,2            | −1,7           | −10,6          | −31,1          | −38,9          | −45,6          | −45,6          |
| Норма опадів, мм                   | 14             | 8              | 14             | 25             | 58             | 58             | 42             | 34             | 36             | 17             | 12             | 13             | 331            |
| ---------------------------------- | -------------- | -------------- | -------------- | -------------- | -------------- | -------------- | -------------- | -------------- | -------------- | -------------- | -------------- | -------------- | -------------- |
| Джерело: NOAA (normals, 1971–2000) |                |                |                |                |                |                |                |                |                |                |                |                |                |

## Демографія
Згідно з переписом 2010 року, у місті мешкали 1203 особи в 599 домогосподарствах у складі 313 родин. Густота населення становила 904 особи/км².  Було 697 помешкань (524/км²).
Расовий склад населення:
| - 88,4 % — білих - 9,3 % — корінних американців - 0,3 % — азіатів |

До двох чи більше рас належало 1,9 %. Частка іспаномовних становила 1,2 % від усіх жителів.
За віковим діапазоном населення розподілялося таким чином: 21,4 % — особи молодші 18 років, 55,2 % — особи у віці 18—64 років, 23,4 % — особи у віці 65 років та старші. Медіана віку мешканця становила 46,7 року. На 100 осіб жіночої статі у місті припадало 95,6 чоловіків;  на 100 жінок у віці від 18 років та старших — 92,7 чоловіків також старших 18 років.
Середній дохід на одне домашнє господарство  становив 51 400 доларів США (медіана — 41 974), а середній дохід на одну сім'ю — 71 364 долари (медіана — 62 250). Медіана доходів становила 53 333 долари для чоловіків та 31 339 доларів для жінок. За межею бідності перебувало 15,2 % осіб, у тому числі 0,0 % дітей у віці до 18 років та 11,1 % осіб у віці 65 років та старших.
Цивільне працевлаштоване населення становило 535 осіб. Основні галузі зайнятості: освіта, охорона здоров'я та соціальна допомога — 16,4 %, роздрібна торгівля — 15,1 %, публічна адміністрація — 14,0 %.